# Вестфілд (Індіана)
Вестфілд (англ. Westfield) — місто (англ. city) в США, в окрузі Гамільтон штату Індіана. Населення — 46 410 осіб (2020). Було засноване квакерами 6 грудня 1834 року, отримало статус міста 1 січня 2008.

## Географія
Вестфілд розташований за координатами 40°1′43″ пн. ш. 86°9′24″ зх. д. / 40.02861° пн. ш. 86.15667° зх. д. (40.028481, -86.156621).  За даними Бюро перепису населення США в 2010 році місто мало площу 70,13 км², з яких 69,51 км² — суходіл та 0,62 км² — водойми. В 2017 році площа становила 77,58 км², з яких 77,02 км² — суходіл та 0,56 км² — водойми.

## Демографія
Згідно з переписом 2010 року, у місті мешкало 30 068 осіб у 10 490 домогосподарствах у складі 8146 родин. Густота населення становила 429 осіб/км².  Було 11209 помешкань (160/км²).
Расовий склад населення:
| - 90,9 % — білих - 2,5 % — азіатів - 2,2 % — чорних або афроамериканців - 0,2 % — корінних американців - 2,6 % — осіб інших рас |

До двох чи більше рас належало 1,6 %. Частка іспаномовних становила 5,8 % від усіх жителів.
За віковим діапазоном населення розподілялося таким чином: 31,9 % — особи молодші 18 років, 61,3 % — особи у віці 18—64 років, 6,8 % — особи у віці 65 років та старші. Медіана віку мешканця становила 33,7 року. На 100 осіб жіночої статі у місті припадало 95,7 чоловіків;  на 100 жінок у віці від 18 років та старших — 91,2 чоловіків також старших 18 років.
Середній дохід на одне домашнє господарство  становив 108 280 доларів США (медіана — 86 025), а середній дохід на одну сім'ю — 119 265 доларів (медіана — 104 118). Медіана доходів становила 75 395 доларів для чоловіків та 48 899 доларів для жінок. За межею бідності перебувало 4,4 % осіб, у тому числі 4,6 % дітей у віці до 18 років та 2,4 % осіб у віці 65 років та старших.
Цивільне працевлаштоване населення становило 17 484 особи. Основні галузі зайнятості: освіта, охорона здоров'я та соціальна допомога — 21,3 %, науковці, спеціалісти, менеджери — 12,9 %, виробництво — 12,4 %.